# 강동구의회
강동구의회는 서울특별시 강동구 지역을 관할하는 기초의회이다.